# جیمی آلن (بازیکن فوتبال، زاده ۱۹۱۳)
جیمی آلن (انگلیسی: Jimmy Allen; ۱۸ اوت ۱۹۱۳ – ۱۹۷۹ (۶۵−۶۶ سال)) بازیکن فوتبال اهل بریتانیا بود.
از باشگاه‌هایی که در آن بازی کرده‌است می‌توان به باشگاه فوتبال هادرزفیلد تاون، باشگاه فوتبال کویینز پارک رنجرز، و باشگاه فوتبال لیتون اورینت اشاره کرد.